# Siti Hartinah Suharto

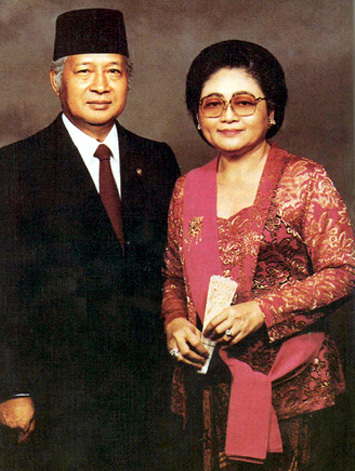
Suharto und Ibu Tien

Siti Hartinah Suharto (* 23. August 1923 in Surakarta; † 28. April 1996 in Jakarta), bekannt auch als Ibu Tien, war die Frau Suhartos, des zweiten Präsidenten Indonesiens und übte als dessen politische Vertraute und Beraterin vom Regierungsantritt Suhartos an im Jahre 1967 bis zu ihrem Tod im Jahre 1996 großen Einfluss auf die Wirtschaft und Politik in Indonesien aus. 
Siti Hartinah Suhartos innenpolitischer Einfluss lässt sich mit dem von Imelda Marcos auf den Philippinen vergleichen. Siti Hartinah ist in Indonesien bekannt unter dem Namen „Ibu Tien“, was so viel bedeutet wie Madame Tien. Es gibt Javaner, darunter auch der prominente indonesische Sozialhistoriker Ong Hok Ham, die in ihr eine Quelle der Macht Suhartos sehen. 
Siti Hartinah und Haji Mohamed Suharto heirateten am 26. Dezember 1947 in Surakarta und lebten anschließend in Yogyakarta auf Java. Sie hatten sechs Kinder zusammen: Siti Hardiyanti Rukmana (Tutut), Sigit Harjojudanto (Sigit), Bambang Trihatmodjo (Bambang), Siti Hediati (Titiek), Hutomo Mandala Putra (Tommy) und Siti Hutami Endang Adiningsih (Mamiek).